# Kazimierz Kmiecik
Kazimierz Kmiecik (* 19. September 1951 in Węgrzce Wielkie bei Krakau) ist ein ehemaliger polnischer Fußballspieler.
Kazimierz Kmiecik spielte von 1968 bis 1982 als offensiver Mittelfeldspieler und Angreifer in der ersten polnischen Liga bei Wisła Krakau. Kmiecik brachte es in dieser Zeit auf 304 Ligaspiele und erzielte dabei 153 Tore. Er ist bis heute der erfolgreichste Torschütze in der Geschichte des Clubs. Zwischen 1972 und 1980 absolvierte er 34 Länderspiele für die polnische Fußballnationalmannschaft. Im Nationalteam erzielte er acht Tore. 1972 wurde er mit Polen Olympiasieger, errang den 3. Platz bei der Fußball-Weltmeisterschaft 1974 und gewann bei den Olympischen Spielen 1976 die Silbermedaille. 1982 durfte er ins westliche Ausland wechseln und spielte von 1982 bis 1985 bei AE Larisa in Griechenland. 1985 kam er nach Deutschland und spielte bis 1988 bei den Stuttgarter Kickers. Mit den Stuttgarter Kickers erreichte er das Finale um den DFB-Pokal 1986/87, wo seine Mannschaft gegen den Hamburger SV unterlag. Seine Karriere beendete er 1989 beim Offenburger FV. Sein Sohn Grzegorz Kmiecik (* 1984) spielt aktuell in der ersten polnischen Liga als Angreifer bei Wisła Krakau.

## Erfolge
- Polnischer Meister (1978)
- Polnischer Torschützenkönig (1976, 1978, 1979, 1980)
- Griechischer Pokalsieger (1985)
- WM-Teilnahme (1974)
- WM-Dritter (1974)
- Olympische Goldmedaille (1972)
- Olympische Silbermedaille (1976)